# Hiệp hội Tâm lý học Hoa Kỳ
Hiệp hội Tâm lý học Hoa Kỳ (American Psychological Association, tên viết tắt: APA) là tổ chức khoa học và chuyên nghiệp lớn nhất của các nhà tâm lý học tại Hoa Kỳ và Canada. Đây cũng là hiệp hội lớn nhất thế giới của các nhà tâm lý học với khoảng 137.000 thành viên bao gồm các nhà khoa học, nhà giáo dục, các bác sĩ, chuyên gia tư vấn và thực tập sinh ngành tâm lý học.
Hiệp hội tâm lý học Hoa Kỳ có một ngân sách hàng năm khoảng 115 triệu USD. Hiệp hội gồm 54 chi nhánh, một số chi nhánh đại diện cho tiểu ngành tâm lý học (ví dụ, thí nghiệm, xã hội hoặc lâm sàng...), còn lại tập trung vào các lĩnh vực chuyên đề (như tuổi già, đồng bào dân tộc thiểu số hoặc chấn thương...). Mỗi bộ phận có quản trị riêng của mình, trang web, các ấn phẩm, danh sách email, giải thưởng, các hoạt động hội nghị và các hội thảo.